# Lola Books
Lola Books („Der transhumanistische Verlag“) ist ein Verlag mit Sitz in Berlin.

## Geschichte
Lola Books wurde 2011 von Carlos García Hernández und Louise Fuglsang mit dem Ziel gegründet, den transhumanistischen Ideenimport von Amerika nach Europa zu intensivieren.

## Programm
Lola Books publiziert transhumanistische Literatur sowohl in deutscher als auch in spanischer Sprache, darunter Übersetzungen aus dem angloamerikanischen Sprachraum. Lola Books veröffentlicht u. a. Werke des Biogerontologen Aubrey de Grey, ehemaliger wissenschaftlicher Leiter der SENS Foundation, und des Erfinders und Futuristen Ray Kurzweil, derzeit Leiter der technischen Entwicklung bei Google.